# 嘉生大樹
嘉生 大樹（かしょう だいき、1976年11月2日 -）は日本の作曲家、編曲家、ギタリスト。東京都出身、血液型A型。

## 概要
グランツーリスモシリーズ、F-ZERO GX、首都高バトルシリーズ、湾岸ミッドナイトなど数多くのレースゲームで作曲を担当。ゲームオリジナル楽曲制作の他、他アーティストへの楽曲提供や編曲も行っている。表記は主に｢daiki kasho｣を使用。

## 来歴・人物
8歳の頃、兄と一緒に見たアルカトラスの『Hiroshima Mon Amour』（イングヴェイ・マルムスティーン）がきっかけで音楽に興味を持つ。9歳の頃にエレクトリック・ギターを、13歳でDTMを始めた。インタビューに対し「子供の頃は毎日何かしらの問題に首を突っ込む熱中しやすいタイプだった」と答えている。趣味は野良猫の観察、ゲーム。

## 参加作品

### グランツーリスモシリーズ
- 『グランツーリスモ6』
  - All My Life[注釈 1](作詞、ボーカル Ray Hikari)
  - Looking For You
  - SURV1V3
  - Place In This World(作詞、ボーカル：Ray Hikari)
  - We Are One[注釈 2]
  - EDGE OF THE WORLD 2012 ASIA CHAMPIONSHIP MIX[注釈 3]

- 『グランツーリスモ5』
  - 5OUL ON D!SPLAY[注釈 4](作詞、ボーカル：Jonathan Underdown)
  - Day to Live[注釈 5](作詞、ボーカル：Jonathan Underdown)
  - Shadows of Our Past(作詞、ボーカル：Jonathan Underdown)

- 『グランツーリスモ5プロローグ』
  - SURV1V3[注釈 6](作詞、ボーカル：Jonathan Underdown)
  - EDGE OF THE WORLD(作詞、ボーカル：Jonathan Underdown)
  - FLOW(作詞、ボーカル：Jonathan Underdown)

- 『グランツーリスモ4』
  - Soul Surfer(ボーカル：Chiaki、編曲：daiki kasho、Alan Brey、作詞：Alan Brey、Chiaki)
  - What to Believe[注釈 7](ボーカル：Alan Brey、Chiaki、編曲：daiki kasho、作詞：Alan Brey)
  - Break Down[注釈 8](ボーカル：Chiaki、編曲：daiki kasho、Alan Brey、作詞：Alan Brey)
  - It's All About You(ボーカル：Chiaki、編曲：daiki kasho、Alan Brey、作詞：Alan Brey、Chiaki)
  - Good Days Bad Days
  - My Precious
  - Wicked

- 『グランツーリスモ4"プロローグ"版』
  - 2/K
  - Continuation

- 『グランツーリスモ コンセプト 2001 TOKYO』
  - TURBO
  - HEAVEN

- 『グランツーリスモ3 A-spec』
  - Glowl
  - Mirage
  - Strike Breaker
  - Obscure
  - Sky Scraper
  - Are You Gonna Go My Way?(リミックス)

### F-ZERO GX/AX
キャラクターテーマ曲
- CAPTAIN FALCON(作詞、ボーカル：Alan Brey)
- Dr. STEWART
- PICO
- SAMURAI GOROH
- JODY SUMMER
- MIGHTY GAZELLE
- BABA
- OCTOMAN
- Dr. CLASH
- Mr. EAD
- BIO REX
- BILLY
- SILVER NEELSEN
- GOMAR & SHIOH
- JOHN TANAKA
- Mrs. ARROW(作曲：daiki kasho、Alan Brey、作詞：Alan Brey、ボーカル：ch)
- BLOOD FALCON
- JACK LEVIN(作曲：daiki kasho、Alan Brey、作詞：Alan Brey、ボーカル：Alan Brey、ch)
- JAMES MCCLOUD
- ZODA
- MICHAEL CHAIN
- SUPER ARROW(作詞、ボーカル：Alan Brey)
- KATE ALEN
- ROGER BUSTER
- LEON
- DRAQ
- BEASTMAN
- ANTONIO GUSTER
- BLACK SHADOW
- THE SKULL
- DEATHBORN
- PHOENIX(作詞、ボーカル：Alan Brey)
- DIGI-BOY(作詞：Alan Brey、ボーカル：ch)
- DAI SAN GEN
- SPADE
- DAIGOROH
- PRINCIA RAMODE(Alan Brey、ボーカル：ch)
- LILY FLYER
- PJ
- QQQ
- DON GENIE

### その他のゲーム楽曲
- Running in the dark-『首都高バトル01』ED曲 (ボーカル：Chiaki、編曲：daiki kasho and Alan Brey、作詞：Alan Brey)
- Please-『街道バトル 日光・榛名・六甲・箱根』OP曲(performed by LEO)
- Find Your Dream-『街道バトル2 Chain Reaction』OP曲 (performed by LEO)
- Legend of Pass-『KAIDO　峠の伝説』PS2 OP曲(ボーカル：Dakota Star) ※未CD化
- Hit It-『湾岸MIDNIGHT』PS2
- Regret-『The King of Fighters: Another Day』PS2 (performed by Dakota Star)
- TENSE UP-『Omega Boost』PS(編曲)
- PS Vita プロモーションムービー曲(タイトル不明)

### 編曲など
- 『BEAMS -NuTRAD-』作曲：上妻宏光
  - 上妻と共同で編曲を担当。アルバム『NuTRAD』収録
- 『My-Les』 歌・作詞：KOTOKO、作曲・編曲：齋藤真也
  - ギターを担当。アルバム『空中パズル』収録
- 『トコハナ』 歌・作詞：やなぎなぎ、作曲・編曲：齋藤真也
  - ギターを担当。アニメ『ブラック・ブレット』ED
- 『BRIGHT FUTURE』 歌・作詞：黒崎真音、作曲・編曲：齋藤真也
  - ギターを担当。アルバム『Mystical Flowers』収録
- 『Harmonia vita』歌：平野綾、作詞：畑亜貴、作曲・編曲：齋藤真也
  - ギターを担当。アルバム『RIOT GIRL』収録
- 『wonderful worker』歌・作詞・作曲：栗林みな実、編曲：齋藤真也
  - ギターを担当。アルバム『dream link』収録
- 『いいね!』作詞：Mish-Mosh、作曲：中田カオス
  - 編曲を担当
- つばき
  - アルバム『流星ノート』
    - 銀河列車(編曲)

  - シングル『光~hikari~』（編曲）
- little by little
  - シングル『キミモノガタリ』
    - EDEN(編曲)

  - シングル『雨上がりの急な坂道』
    - Ninja Kids(編曲)

  - アルバム『Sweet Noodle Pop』  
    - Sweet Noodle Pop(編曲)
    - Just Like Eating Cheese(編曲)
    - CLOSER (編曲)
    - ケチャップ(カンセイ・ミヤジと共同編曲)
    - dept(作編曲)
    - 開国ロック(編曲)
- THE FARMERS
  - アルバム『Good Music Good Feeling』(編曲)
- 『OVER NIGHT』
  - アニメ『シュヴァリエ』EDテーマ-亜矢との共作。
- 西沢幸奏
  - アルバム『SHiENA』
    - DONUT(プロデュース)
    - KAiJiN(糸賀徹と共同プロデュース、編曲)
    - BYE BYE(プロデュース、編曲)
    - MY KEYS(プロデュース、編曲)
    - MONKEY WRENCH(プロデュース、編曲)
    - ENDiNG MiRAGE(プロデュース、編曲)
    - STEREOTYPE(プロデュース、編曲)
    - ZOMBiES DON’T CRY(プロデュース、編曲)
    - SAGA(糸賀徹と共同プロデュース、編曲)

## 使用機材
2012年のミニライブで使用していたものについて記載
- Paul Reed Smith-singlecut trem
  - 5OUL ON D!SPLAY
  - Day to Live
  - Shadows of Our Past
  - EDGE OF THE WORLD
- Fender Telecaster-'60s GOLD
  - SURV1V3
- Marshall-JCM800
- Mesa Boogie-Triple Rectifier 150W Head